# キリング・グラウンド (アルバム)
『キリング・グラウンド』（Killing Ground）は、イングランドのヘヴィメタル・バンド、サクソンが2001年に発表した15作目のスタジオ・アルバム。

## 解説
「クリムゾン・キングの宮殿」はキング・クリムゾンのカヴァーで、ビフ・バイフォードは2016年のインタビューにおいて「俺はプログ・ロックが大好きで、中間部にはスキッツォイド・マンに影響を受けたジャズ・ロック風味も取り入れてみた」「若いファンは、俺達の曲だと思うだろうね!」と振り返っている。本作収録曲「カミング・ホーム」は、2009年発表のアルバム『イントゥ・ザ・ラビリンス』において、スライドギターをフィーチャーしたブルース・アレンジでセルフ・カヴァーされた。
ヨーロッパで発売された限定デジパック盤には、バンドが過去の曲を再録音した8曲入りのボーナス・ディスク『クラシックス・リレコーデッド』が追加された。また、日本初回盤CD (CRCL-4793/94)は、『クラシックス・リレコーデッド』の全編を抱き合わせたのに加えて、アルバム本編にボーナス・トラック「バックス・トゥ・ザ・ウォール」（1979年発表のデビュー・アルバム『サクソン』収録曲の再録音）が追加された。なお、これらのリメイクは元々、アルバム『メタルヘッド』（1999年）の制作時に録音されており、2002年には「ヘヴィ・メタル・サンダー」、「パワー・アンド・ザ・グローリー」、「747（ストレンジャーズ・イン・ザ・ナイト）」、「ネヴァー・サレンダー」も加えた全13曲入りのセルフ・カヴァー・アルバム『Heavy Metal Thunder』がリリースされた。また、2017年に発売されたCD11枚組+DVD3枚組のボックス・セット『Solid Book of Rock』には、本作のアルバム本編（「バックス・トゥ・ザ・ウォール」は除く）と、『クラシックス・リレコーデッド』の全8曲も含まれている。
Eduardo Rivadaviaはオールミュージックにおいて5点満点中2.5点を付け、アルバムの全体像に関して「ソングライティング面でのムラの無さに関しては、印象的だった前作『メタルヘッド』と比べるとやや劣っているが、『キリング・グラウンド』にも、そこそこ輝かしい瞬間がある」、「クリムゾン・キングの宮殿」のカヴァーに関して「明らかにサクソンらしいサウンドに仕立てられている」と評している。

## 収録曲
特記なき楽曲はサクソン作。
1. イントロ - "Intro" - 1:36
2. キリング・グラウンド - "Killing Ground" - 5:46
3. クリムゾン・キングの宮殿 - "The Court of the Crimson King" - 6:02
  - 作詞：ピート・シンフィールド／作曲：イアン・マクドナルド
4. カミング・ホーム - "Coming Home" - 3:40
5. ヘル・ブリージズ・オーヴァー - "Hell Freezes Over" - 4:44
6. ドラゴンズ・レアー - "Dragons Lair" - 3:40
7. ユー・ドント・ノウ・ホワット・ユーヴ・ゴット - "You Don't Know What You've Got" - 5:01
8. ディーズ・オブ・グローリー - "Deeds of Glory" - 4:36
9. ランニング・フォー・ザ・ボーダー - "Running for the Border" - 4:26
10. シャドウズ・オン・ザ・ウォール - "Shadows on the Wall" - 6:17
11. ロック・イズ・アワ・ライフ - "Rock Is Our Life" - 3:57

### 日本盤ボーナス・トラック
1. バックス・トゥ・ザ・ウォール - "Backs to the Wall" - 3:07

### クラシックス・リレコーデッド
1. プリンセス・オブ・ザ・ナイト - "Princess of the Night" - 4:11
2. クルセイダー - "Crusader" - 6:39
3. ホイールズ・オブ・スティール - "Wheels of Steel" - 5:53
4. モーターサイクル・マン - "Motorcycle Man" - 3:46
5. ストロング・アーム・オブ・ザ・ロウ - "Strong Arm of the Law" - 4:26
6. デニム・アンド・レザー - "Denim and Leather" - 5:21
7. ダラス 午後1時 - "Dallas 1 PM" - 6:17
8. アンド・ザ・バンド・プレイド・オン - "And the Bands Played On" - 2:53

## 参加ミュージシャン
- ビフ・バイフォード - ボーカル
- ポール・クィン - ギター
- ダグ・スカーラット - ギター
- ニッブス・カーター - ベース
- フリッツ・ランドウ - ドラムス